# Даань
Район Даань (кит.: 大安區) — район в столиці та місті центрального підпорядкування Республіки Китай Тайбеї.

## Географія
Площа району Даань на 10 вересня 2017 становила близько 11,3614 км².

## Населення
Населення району Даань на 15 серпня 2006 становило близько 312 956 осіб. Густота населення становила 27 545,5 осіб/км².